# Cigüeña (arma)
Una cigüeña es un aparejo que se usó durante la Edad Media en los asedios de las plazas fuertes para observar desde fuera los movimientos de los sitiados en las inmediaciones de las murallas y poder guiar a los asaltantes.
La cigüeña se hacía con dos maderos de gran longitud, uno de los cuales se sostenía vertical, mientras el otro, sujeto en el extremo de éste, a manera de travesaño, podía oscilar como el astil de una balanza. De uno de sus brazos colgaba una especie de cubo o cesta, dentro del cual se acomodaban un par de soldados, y en el otro se ataba una cuerda, de la que tiraban algunos hombres para elevar el cubo.
Estos observatorios podían ser fijos y solían mostrarse sobre plataformas pesadas de madera, o movibles, que se trasladaban sobre ruedas, formando una especie de carro, al sitio donde convenía colocarlos.